# 卡爾弗賴森

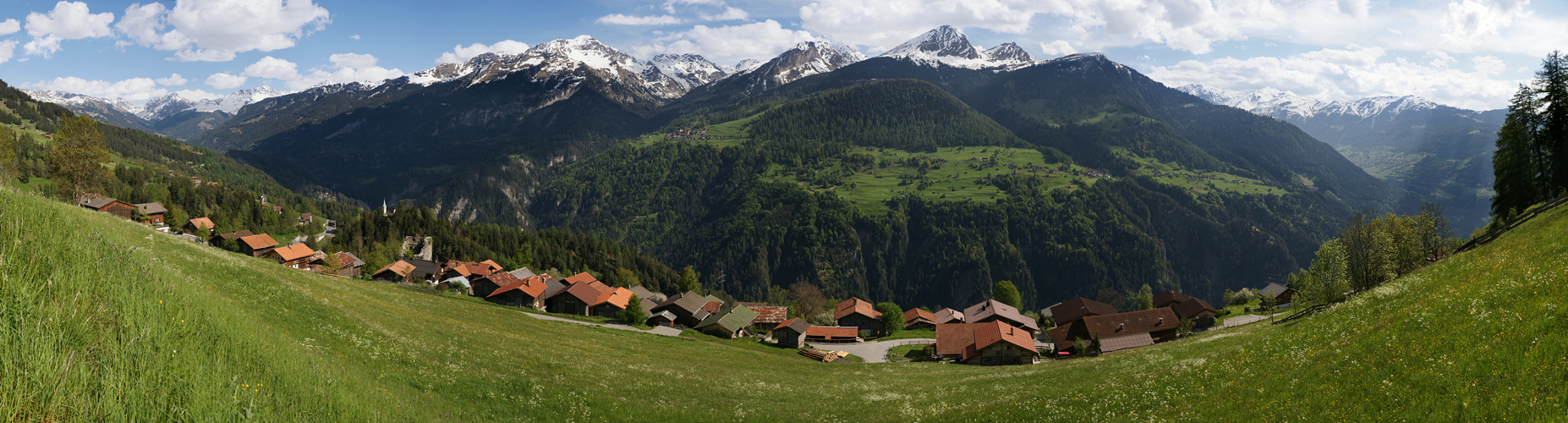

卡爾弗賴森是瑞士的城鎮，位於該國東部，由格勞賓登州負責管轄，面積5.17平方公里，海拔高度1,249米，2010年人口54，人口密度每平方公里10人。

## 外部連結
- Official website （德文）